# Outlook pe web
Outlook pe web (denumit anterior Exchange Web Connect, Outlook Web Access (OWA) și Outlook Web App în Office 365 și Exchange Server 2013) este o aplicație Web de gestionare a informațiilor personale de la Microsoft . Acesta este inclus în Office 365, Exchange Server și Exchange Online .  Acesta include un client de e-mail pe bază de web, un instrument de calendar, un manager de contact și un manager de activități. Acesta include, de asemenea, integrarea add-in, Skype pe web, și alerte, precum și teme unificate care acoperă toate aplicațiile web.  Outlook Web App este navigat folosind pictograma App Launcher care aduce în jos o listă de aplicații web de la care utilizatorul poate alege.  În 2015, Microsoft a început să actualizeze Outlook.com și Outlook Web App pentru a utiliza infrastructura Office 365  care a fost aproape completă în ianuarie 2017  după lansarea următoarei versiuni de Outlook.com.  

## Scop
Outlook Web App este disponibil pentru abonații Office 365 și Exchange Online și este inclus în Exchange Server local, pentru a permite utilizatorilor să se conecteze la conturile lor de e-mail prin intermediul unui browser web, fără a necesita instalarea Microsoft Outlook sau alți clienți de e-mail . În cazul serverului Exchange, acesta este găzduit pe un intranet local și necesită o conexiune de rețea la serverul Exchange pentru ca utilizatorii să poată lucra cu e-mail, agendă, calendare și sarcini.  Versiunea Exchange Online, care poate fi cumpărată fie independent, fie prin programul de licențiere Office 365, este găzduită pe serverele Microsoft pe web . 

## Istoric
Outlook Web Access a fost creat în 1995 de către managerul de programe Microsoft, Thom McCann, în echipa Exchange Server. O versiune timpurie a fost demonstrată de vicepreședintele Microsoft, Paul Maritz, la celebrul summit Microsoft de la Microsoft din Seattle, din data de 27 decembrie 1995. Prima versiune a clientului a fost o parte a lansării Exchange Server 5.0 la începutul anului 1997. 
Prima componentă care permite scripturilor de pe partea clientului să emită cereri HTTP ( XMLHTTP ) a fost inițial scrisă de echipa Outlook Web Access.   A devenit curând o parte din Internet Explorer 5 . Redenumit XMLHttpRequest și standardizat de către World Wide Web Consortium,  a devenit unul dintre pietrele de temelie ale tehnologiei Ajax utilizate pentru a construi aplicații web avansate. 

## Componente

### Mail
Mail este componenta webmail a Outlook de pe web. Ecranul implicit este o vizualizare a trei coloane cu dosare și grupuri din stânga, e-mail este situat în mijloc și mesajul selectat în partea dreaptă. Odată cu actualizarea din 2015, Microsoft a introdus posibilitatea de a activa, de a mătui și de a arhiva mesaje și de a anula ultima acțiune, precum și de a îmbunătăți caracteristicile de editare a imaginilor.  Se poate conecta la alte servicii cum ar fi GitHub și Twitter prin intermediul conectorilor Office 365. Mesajele acționabile în e-mailuri permit unui utilizator să completeze o sarcină din e-mail, cum ar fi retweeting un Tweet pe Twitter sau setarea unei date de întâlnire într-un calendar. 
Outlook Web App acceptă S/MIME și include funcții pentru gestionarea calendarelor, contactelor, sarcinilor, documentelor (utilizate cu SharePoint sau Office Web Apps) și a altor conținuturi de cutie poștală. În versiunea Exchange 2007, Outlook pe Web (încă numit Outlook Web App la acel moment) oferă de asemenea acces numai în citire la documentele stocate în site-urile SharePoint și în acțiunile UNC din rețea.

### Calendar
Calendarul este componenta calendare a Outlook de pe web. Prin actualizare, Microsoft a adăugat o prognoză meteo direct în Calendar, precum și pictograme ca repere vizuale pentru un eveniment. În plus, mementourile de e-mail au venit la toate evenimentele, iar calendarele speciale de Zi de naștere și sărbători sunt create automat. Calendarele pot fi partajate și există mai multe vizionări, cum ar fi ziua, săptămâna, luna. O altă viziune este săptămâna de lucru care include zilele de luni până vineri în vizualizarea calendaristică. 
Detaliile calendarului pot fi adăugate prin editarea a codului HTML, iar fișierele pot fi atașate evenimentelor și întâlnirilor din calendar. 

### Oameni
Oamenii reprezintă componenta managerului de contact din Outlook Web App. Un utilizator poate căuta și edita contactele existente, precum și poate crea altele noi. Persoanele de contact pot fi plasate în dosare și contactele duplicate pot fi conectate din mai multe surse, cum ar fi LinkedIn sau Twitter.  În Outlook Mail, un contact poate fi creat făcând clic pe un expeditor de adresă de e-mail, care selectează o carte de vizită cu un buton de adăugare pentru a adăuga Outlook Persoane. Contactele pot fi importate și plasate într-o listă care poate fi utilizată la executarea unui e-mail în Outlook Mail. 
Oamenii se pot sincroniza de asemenea, cu prietenii și listele de conexiuni de pe LinkedIn, Facebook și Twitter. 

### Sarcini
Sarcina a fost inițial lansată ca Sarcini pentru Outlook Web App. Microsoft a lansat o previzualizare a sarcinilor către serviciul Outlook.com bazat pe consumatori, care, în mai 2015, a fost anunțat că se deplasează la infrastructura Office 365. A fost inițial o parte a Calendarului ca o vedere. Microsoft a separat serviciile în propria aplicație web din Outlook pe Web. Într-o postare de pe blogurile Office din 2015, Microsoft a anunțat că Outlook Web App va fi redenumit Outlook pe Web și că Sarcini se va mișca sub acel brand. Un utilizator poate crea sarcini, pune în categorii și le poate muta într-un alt dosar. O caracteristică adăugată a fost abilitatea de a stabili zilele cuvenite și de a sorta și de a filtra sarcinile în funcție de aceste criterii. Aplicația furnizează utilizatorului câmpuri cum ar fi datele subiectului, începutul și sfârșitul, procentul complet, prioritatea și cantitatea de muncă depusă în fiecare activitate. Au fost introduse și funcții de editare bogate, cum ar fi literele îndrăznețe, italice, subliniere, numerotare și bullet. Sarcinile pot fi editate și clasificate în funcție de modul în care utilizatorul dorește ca acestea să fie sortate.

## Caracteristici eliminate
Outlook pe web are două interfețe disponibile: unul cu un set complet de funcții (cunoscut ca Premium) și unul cu funcționalitate redusă (cunoscut sub numele de Light sau uneori Lite). Înainte de Exchange 2010, clientul Premium a solicitat Internet Explorer . Exchange 2000 și 2003 necesită Internet Explorer 5 și versiuni ulterioare,   și Exchange 2007 necesită Internet Explorer 6 și versiuni ulterioare.  Exchange 2010 acceptă o gamă mai largă de browsere web: Internet Explorer 7 sau o versiune ulterioară, Firefox 3.01 sau o versiune ulterioară, Chrome sau Safari 3.1 sau o versiune ulterioară.  Cu toate acestea, Exchange 2010 își restricționează sprijinul pentru Firefox și Safari pentru MacOS și Linux .  În Exchange 2013, aceste restricții ale browserului au fost ridicate. 
În Exchange 2010 și mai devreme, interfața de utilizator Light este redată pentru alte browsere decât Internet Explorer. Interfața de bază nu a acceptat căutarea pe Exchange Server 2003. În Exchange Server 2007, interfața Light acceptă căutarea articolelor de poștă electronică; gestionarea contactelor și a calendarului a fost îmbunătățită.   Versiunea 2010 se poate conecta la un cont de e-mail extern. 
Abilitatea de a adăuga conturi noi în Outlook pe Web utilizând caracteristica conturilor conectate a fost eliminată în septembrie 2018, iar toate conturile conectate au oprit sincronizarea e-mailului în luna următoare. 

## Vezi și
- Microsoft Outlook
- Outlook Express